# Willem van Bemmel
Willem van Bemmel, Guillaume, of Wilhelm von Bemmel (Utrecht, 1630 - Neurenberg, 1708) was een Nederlands kunstschilder uit de Nederlandse Gouden Eeuw en was met name bekend om zijn winterlandschappen.

## Biografie
Van Bemmel werd geboren in Utrecht. Hij was de jongere broer van Jacob Gerritsz van Bemmel (1628-1673). Samen werden zij in de periode 1645-1647 leerling van Herman Saftleven. Vanaf 1647 maakte hij een Grand tour. Tot 1649 verbleef Willem in Venetië om vervolgens naar Rome te gaan. Daar werd hij lid van de Bentvueghels. Vanuit Rome reisde hij via de Alpen naar Kassel (1656 - 1662), Augsburg (1662) naar Neurenberg (vanaf 1662). In deze stad vestigde hij zich om te trouwen. Zijn zoons German Von Bemmel en Peter van Bemmel volgden hem op. Willem van Bemmel overleed op 78-jarige leeftijd.

## Werk
Van Bemmel werd vooral bekend als schilder van winterlandschappen. Zijn stijl is italianiserend met invloeden van Jan Both.

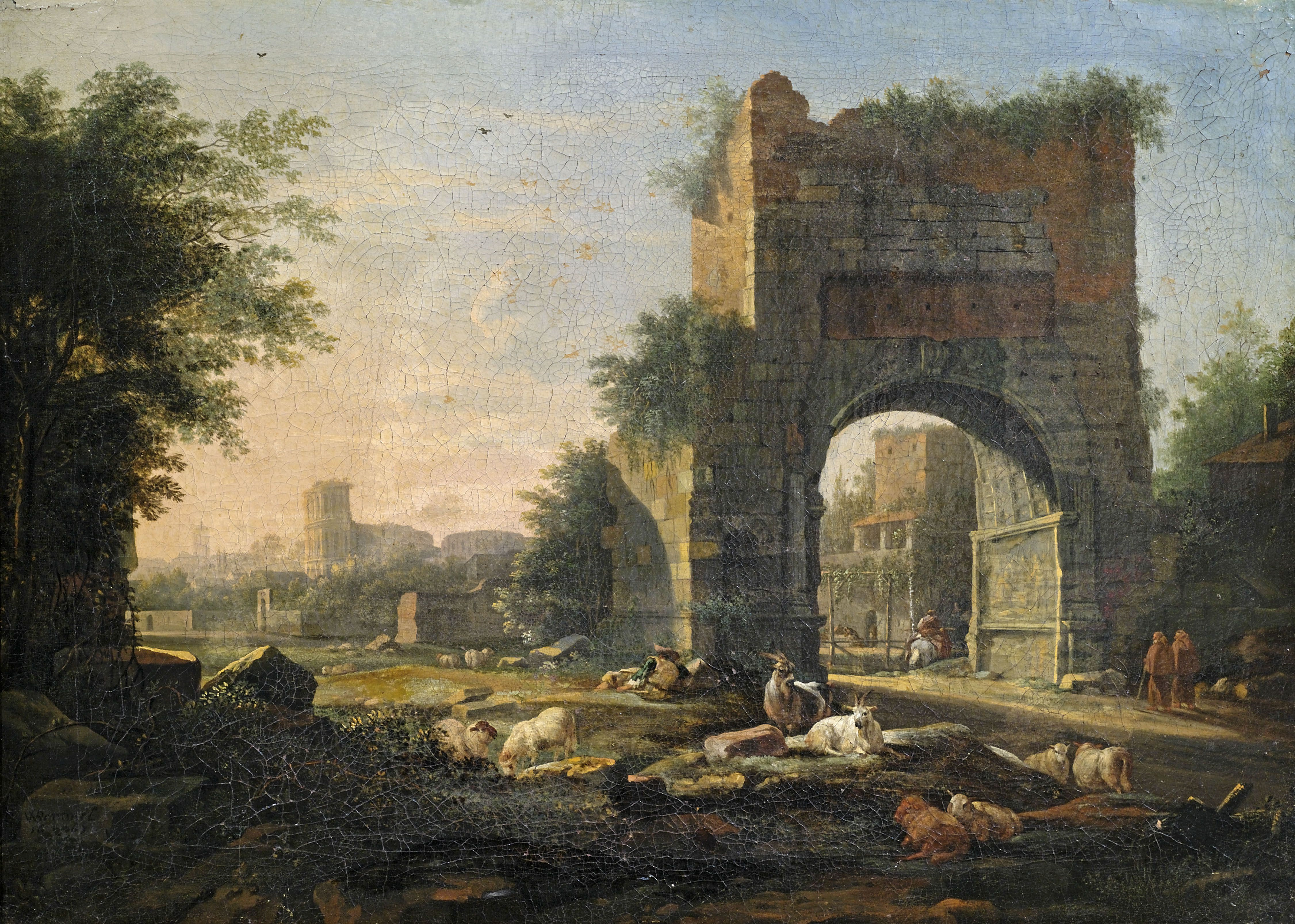
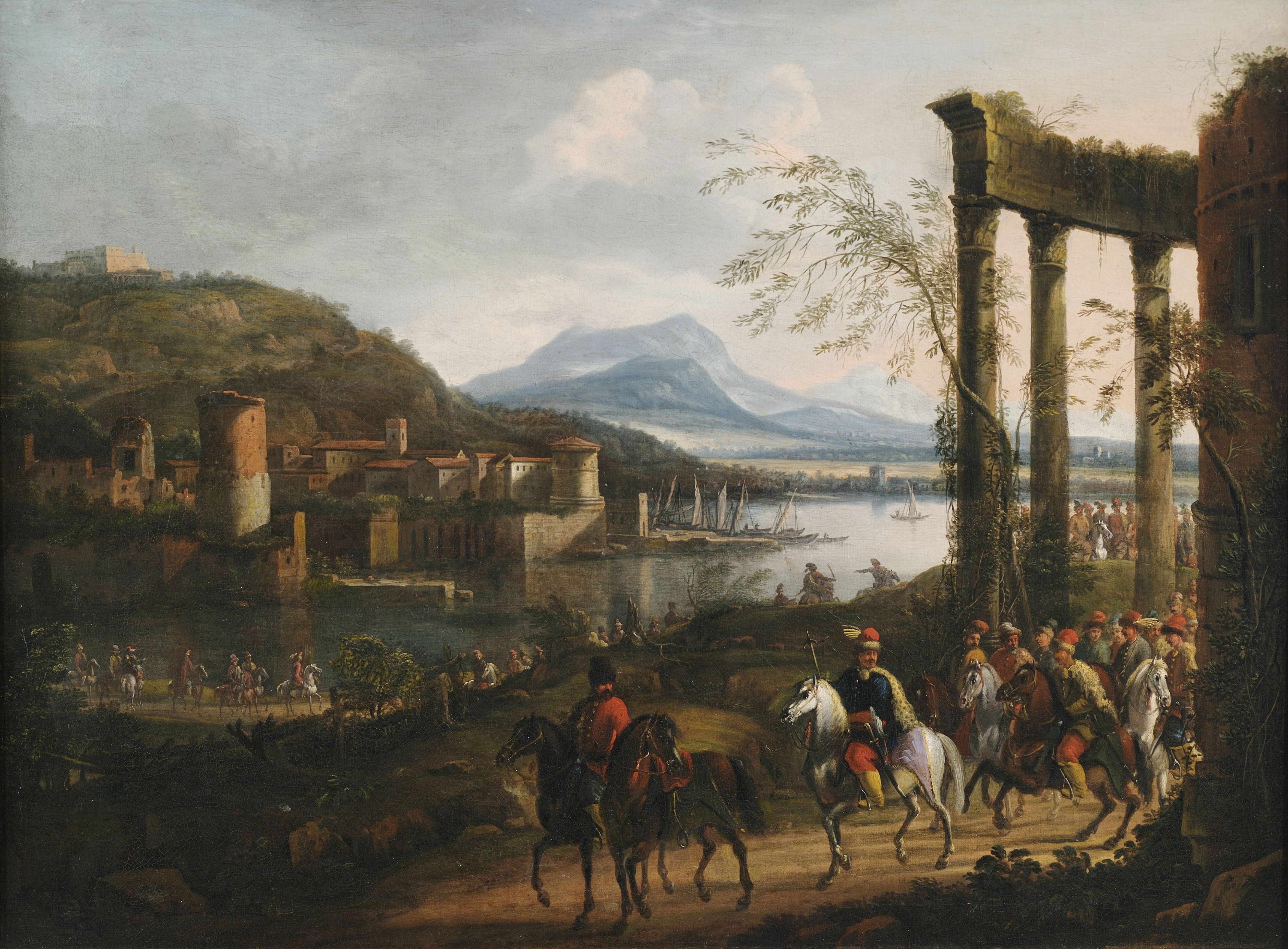
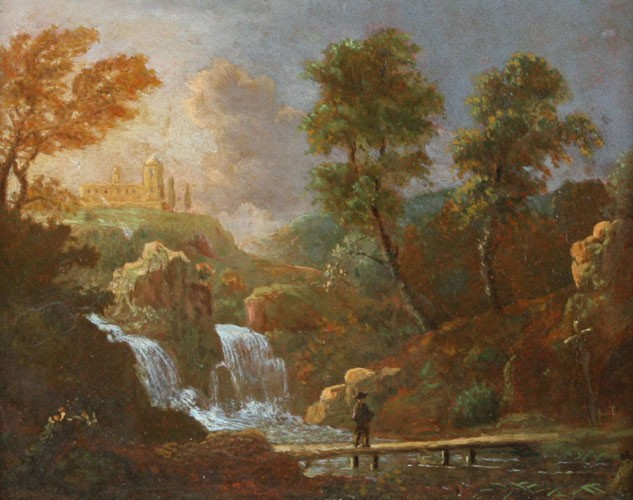

- Biografisch Portaal: 49585035
- Digitale Bibliotheek voor de Nederlandse Letteren: bemm017
- Gemeinsame Normdatei: 124118895
- International Standard Name Identifier: 0000 0000 6680 1055
- KulturNav: f7bb44de-249f-40fd-96e2-995c841a270c
- Library of Congress Control Number: nr2007000981
- National Gallery of Victoria: 4959
- Nationale Bibliotheek van Israël: 987007358934005171
- Nederlandse Thesaurus van Auteursnamen: 301072329
- RKD-Nederlands Instituut voor Kunstgeschiedenis: 6382
- Système universitaire de documentation: 117432490
- Union List of Artist Names: 500030605
- Virtual International Authority File: 8312516
- WorldCat: E39PBJkD48PbvGhqGhbQXmxkXd